# Кровохлёбка великолепная
Кровохлёбка великоле́пная (лат. Sanguisorba magnifica) — вид рода Кровохлёбка (лат. Sanguisorba) семейства Розовые (лат. Rosaceae).

## Ботаническое описание
Многолетнее травянистое растение высотой 30-50 см. Листья непарноперистые.
Соцветие — вытянутый, поникающий колос вытянутые, поникающие. Цветки ярко-розового цвета, без венчика. Плод — орешек.
Стенотопный облигатный кальцефит. Произрастает в расщелинах скал и обнажениях.

## Ареал
Является эндемиком Южного Приморья. Известно всего лишь несколько популяций кровохлёбки в районе Южного Приморья.

## Охранный статус
Вид на грани исчезновения. Занесён в Красные книги России и Приморского края. Вымирает в связи с разработкой известняков в местах своего произрастания.